# Liga Mistrzów UEFA (2018/2019)/Faza kwalifikacyjna
Artykuł prezentuje szczegółowe dane dotyczące rozegranych meczów mających na celu wyłonienie grupy 6 drużyn spośród 53 zespołów piłkarskich, które wzięły udział w fazie grupowej Ligi Mistrzów UEFA 2018/2019.

## Terminarz
| Faza          | Runda                         | Data losowania  | Pierwszy mecz       | Drugi mecz                 |
| ------------- | ----------------------------- | --------------- | ------------------- | -------------------------- |
| Runda wstępna | Półfinały rundy               | 12 czerwca 2018 | 26 czerwca 2018     | 26 czerwca 2018            |
| Runda wstępna | Finał rundy                   | 12 czerwca 2018 | 29 czerwca 2018     | 29 czerwca 2018            |
| Kwalifikacje  | Pierwsza runda kwalifikacyjna | 19 czerwca 2018 | 10-11 lipca 2018    | 17–18 lipca 2018           |
| Kwalifikacje  | Druga runda kwalifikacyjna    | 19 czerwca 2018 | 24–25 lipca 2018    | 31 lipca – 1 sierpnia 2018 |
| Kwalifikacje  | Trzecia runda kwalifikacyjna  | 23 lipca 2018   | 7–8 sierpnia 2018   | 14 sierpnia 2018           |
| Play-off      | Runda play-off                | 6 sierpnia 2018 | 21–22 sierpnia 2018 | 28–29 sierpnia 2018        |

## Runda wstępna
Do startu w Rundzie wstępnej zostały uprawnione 4 drużyny. Runda została rozegrana w formule turniejowej, gdzie przegrywający odpadał z dalszej rywalizacji. W ramach każdej rywalizacji zespoły grają tylko jeden mecz. Przegrany każdego z meczów w tej rundzie, otrzymał prawo gry w II rundzie kwalifikacyjnej Ligi Europy UEFA.
| Drużyna 1        | Wynik           | Drużyna 2        |
| Półfinały rundy  | Półfinały rundy | Półfinały rundy  |
| ---------------- | --------------- | ---------------- |
| FC Santa Coloma  | 0:2 (dogr.)     | Drita Gnjilane   |
| SP La Fiorita    | 0:2             | Lincoln Red Imps |
| Finał rundy      |                 |                  |
| Lincoln Red Imps | 1:4 (dogr.)     | Drita Gnjilane   |

### Półfinały rundy
| 126 czerwca 2018 | FC Santa Coloma | 0:2 (pd.)       | Drita Gnjilane                     |                                                                 |
| 17:30 CET        |                 | (0:0, 0:0, 0:2) | 99' Shabani · 105+3' (k.) Gërbeshi | Victoria Stadium, Gibraltar Widzów: 288 Sędzia: Paul McLaughlin |

| 226 czerwca 2018 | SP La Fiorita | 0:2   | Lincoln Red Imps          |                                                                   |
| 21:00 CET        |               | (0:1) | 2' Hernandez · 51' Moreno | Victoria Stadium, Gibraltar Widzów: 840 Sędzia: Joergen Burchardt |

### Finał rundy
| 29 czerwca 2018 | Lincoln Red Imps | 1:4 (pd.)       | Drita Gnjilane                                      |                                                                       |
| 20:30 CET       | Corral 61'       | (0:1, 1:1, 1:2) | 2', 105+3' (k) Leci · 120' Shabani · 120+4' Neziraj | Victoria Stadium, Gibraltar Widzów: 468 Sędzia: Manfredas Lukjančukas |

## I runda kwalifikacyjna
Do startu w I rundzie kwalifikacyjnej zostały uprawnione 32 drużyny (1 z poprzedniej rundy), z czego 16 zostało rozstawionych.
Drużyny, które przegrały w tej rundzie, otrzymały prawo gry w II rundzie kwalifikacyjnej Ligi Europy UEFA.

### Podział na koszyki
Uwaga: Losowanie I rundy kwalifikacyjnej odbyło się przed zakończeniem rundy wstępnej, więc rozstawienia dokonano przyjmując założenie, że awans uzyska drużyna z najwyższym współczynnikiem w poprzedniej rundzie. W przypadku awansu, którejś z drużyn nierozstawionej, w I rundzie przejmuje ona współczynnik najwyżej rozstawionego rywala.
Oznaczenia:
| Drużyny, które awansowały z rundy wstępnej zachowując swój współczynnik. |

| Drużyny, które zaczęły rywalizację od I rundy eliminacyjnej. |

| Drużyny, które awansowały z rundy wstępnej, przejmując współczynnik rywala. |

| Grupa 1                | Grupa 1 |
| ---------------------- | ------- |
| Drużyny rozstawione    |         |
| Drużyna                | Wsp.    |
| APOEL Nikozja          | 27.000  |
| Qarabağ FK             | 20.500  |
| Sheriff Tyraspol       | 14.750  |
| The New Saints F.C.    | 5.000   |
| MOL Vidi FC            | 4.250   |
| Drużyny nierozstawione |         |
| Drużyna                | Wsp.    |
| Szkendija Tetowo       | 3.500   |
| F91 Dudelange          | 3.500   |
| Olimpija Lublana       | 2.900   |
| Sūduva Mariampol       | 2.000   |
| Torpedo Kutaisi        | 1.000   |

| Grupa 2                | Grupa 2 |
| ---------------------- | ------- |
| Drużyny rozstawione    |         |
| Drużyna                | Wsp.    |
| Łudogorec Razgrad      | 37.000  |
| Legia Warszawa         | 24.500  |
| Malmö FF               | 14.000  |
| Rosenborg BK           | 9.000   |
| HJK Helsinki           | 8.000   |
| Drużyny nierozstawione |         |
| Drużyna                | Wsp.    |
| Víkingur Gøta          | 3.000   |
| Crusaders F.C.         | 3.000   |
| Drita Gnjilane         | 2.750   |
| Cork City              | 1.750   |
| Valur                  | 1.650   |

| Grupa 3                | Grupa 3 |
| ---------------------- | ------- |
| Drużyny rozstawione    |         |
| Drużyna                | Wsp.    |
| Celtic                 | 31.000  |
| FK Astana              | 21.750  |
| FK Crvena zvezda       | 10.750  |
| Hapoel Beer Szewa      | 10.000  |
| Kukësi                 | 4.250   |
| Zrinjski Mostar        | 3.750   |
| Drużyny nierozstawione |         |
| Drużyna                | Wsp.    |
| Spartak Trnawa         | 3.500   |
| Valletta FC            | 3.250   |
| Alaszkert              | 2.500   |
| Sutjeska Nikšić        | 2.500   |
| Spartaks Jūrmala       | 1.750   |
| Flora Tallinn          | 1.250   |

### Pary I rundy kwalifikacyjnej
| Drużyna 1                            | Wynik dwumeczu | Drużyna 2           | Pierwszy mecz | Drugi mecz |
| ------------------------------------ | -------------- | ------------------- | ------------- | ---------- |
| Torpedo Kutaisi                      | 2:4            | Sheriff Tyraspol    | 2:1           | 0:3        |
| Szkendija Tetowo                     | 5:4            | The New Saints F.C. | 5:0           | 0:4        |
| Sūduva Mariampol                     | 3:2            | APOEL Nikozja       | 3:1           | 0:1        |
| Olimpija Lublana                     | 0:1            | Qarabağ FK          | 0:1           | 0:0        |
| F91 Dudelange                        | 2:3            | MOL Vidi FC         | 1:1           | 1:2        |
| Drita Gnjilane                       | 0:5            | Malmö FF            | 0:3           | 0:2        |
| Víkingur Gøta                        | 2:5            | HJK Helsinki        | 1:2           | 1:3        |
| Łudogorec Razgrad                    | 9:0            | Crusaders F.C.      | 7:0           | 2:0        |
| Cork City                            | 0:4            | Legia Warszawa      | 0:1           | 0:3        |
| Valur                                | 2:3            | Rosenborg BK        | 1:0           | 1:3        |
| Kukësi                               | 1:1 (br. wyj.) | Valletta FC         | 0:0           | 1:1        |
| Flora Tallinn                        | 2:7            | Hapoel Beer Szewa   | 1:4           | 1:3        |
| Spartaks Jūrmala                     | 0:2            | FK Crvena zvezda    | 0:0           | 0:2        |
| Alaszkert                            | 0:6            | Celtic              | 0:3           | 0:3        |
| Spartak Trnawa                       | 2:1            | Zrinjski Mostar     | 1:0           | 1:1        |
| FK Astana                            | 3:0            | Sutjeska Nikšić     | 1:0           | 2:0        |
| Po lewej gospodarz pierwszego meczu. |                |                     |               |            |

### Pierwsze mecze
| 110 lipca 2018 | Torpedo Kutaisi                    | 2:1   | Sheriff Tyraspol |                                                                                |
| 17:30 CET      | Kimadze 24' · Kukhianidze 64' (k.) | (1:1) | 14' Badibanga    | Stadion im. Ramaza Szengeli, Kutaisi Widzów: 7 251 Sędzia: Aleksandrs Golubevs |

| 210 lipca 2018 | Szkendija Tetowo                       | 5:0   | The New Saints F.C. |                                                                                              |
| 20:15 CET      | Emini 14' · Ibraimi 38', 53', 60', 66' | (2:0) |                     | Arena Narodowa im. Filipa II Macedońskiego, Skopje Widzów: 2 700 Sędzia: Timotheos Christofi |

| 311 lipca 2018 | Sūduva Mariampol     | 3:1   | APOEL Nikozja |                                                                |
| 18:00 CET      | Cicilia 9', 13', 19' | (3:0) | 90+4' Caju    | ARVI Futbolo Arena, Mariampol Widzów: 3 378 Sędzia: Fedayi San |

| 411 lipca 2018 | Olimpija Lublana | 0:1   | Qarabağ FK   |                                                                |
| 20:00 CET      |                  | (0:0) | 79' Guerrier | Stadion Stožice, Lublana Widzów: 5 248 Sędzia: Lawrence Visser |

| 510 lipca 2018 | F91 Dudelange | 1:1   | MOL Vidi FC |                                                                       |
| 18:00 CET      | Mílisse 58'   | (0:1) | 42' Huszti  | Stade Jos Nosbaum, Dudelange Widzów: 1 057 Sędzia: Zaven Hovhannisyan |

| 610 lipca 2018 | Drita Gnjilane | 0:3   | Malmö FF                                        |                                                                                         |
| 20:45 CET      |                | (0:2) | 13' Strandberg · 39' Traustason · 82' Rosenberg | Stadion Olimpijski im. Adema Jashariego, Mitrowica Widzów: 9 780 Sędzia: Boris Marhefka |

| 710 lipca 2018 | Víkingur Gøta | 1:2   | HJK Helsinki                        |                                                         |
| 20:00 CET      | Vatnhamar 51' | (0:2) | 9' Dahlström · 29' (sam.) Gregersen | Svangaskarð, Toftir Widzów: 300 Sędzia: Robert Hennessy |

| 811 lipca 2018 | Łudogorec Razgrad                                                             | 7:0   | Crusaders F.C. |                                                                |
| 19:00 CET      | Marcelinho 25', 66' · Brown 40' (sam.) · Keșerü 53' · Świerczok 73', 78', 80' | (2:0) |                | Łudogorec Arena, Razgrad Widzów: 4 597 Sędzia: Dumitri Muntean |

| 910 lipca 2018 | Cork City | 0:1   | Legia Warszawa |                                                         |
| 20:45 CET      |           | (0:0) | 79' Kucharczyk | Turners Cross, Cork Widzów: 5 795 Sędzia: Radu Petrescu |

| 1011 lipca 2018 | Valur              | 1:0   | Rosenborg BK |                                                            |
| 22:00 CET       | Sigurbjörnsson 84' | (0:0) |              | Hlíðarendi, Reykjavík Widzów: 1 088 Sędzia: Rade Obrenovic |

| 1111 lipca 2018 | Kukësi | 0:0   | Valletta FC |                                                                      |
| 19:00 CET       |        | (0:0) |             | Stadion Loro-Boriçi, Szkodra Widzów: 350 Sędzia: Thoroddur Hjaltalin |

| 1210 lipca 2018 | Flora Tallinn     | 1:4   | Hapoel Beer Szewa                                 |                                                                |
| 17:30 CET       | Sappinen 74' (k.) | (0:2) | 18' Sahar · 36' (k.) Cedek · 53' Maman · 85' Ezra | A. Le Coq Arena, Tallinn Widzów: 1 106 Sędzia: Erik Lambrechts |

| 1311 lipca 2018 | Spartaks Jūrmala | 0:0   | FK Crvena zvezda |                                                           |
| 18:00 CET       |                  | (0:0) |                  | Stadion Skonto, Ryga Widzów: 2 068 Sędzia: Mykola Balakin |

| 1410 lipca 2018 | Alaszkert | 0:3   | Celtic                                     |                                                                  |
| 18:00 CET       |           | (0:1) | 45+2' Édouard · 81' Forrest · 90' McGregor | Stadion Hanrapetakan, Erywań Widzów: 4 948 Sędzia: Danilo Grujić |

| 1511 lipca 2018 | Spartak Trnawa | 1:0   | Zrinjski Mostar |                                                                             |
| 18:00 CET       | Jirka 79'      | (0:0) |                 | Stadion im. Antona Malatinskiego, Trnawa Widzów: 0 Sędzia: Denis Scherbakov |

| 1611 lipca 2018 | FK Astana           | 1:0   | Sutjeska Nikšić |                                                           |
| 16:00 CET       | Murtazajew 29' (k.) | (1:0) |                 | Astana Arena, Astana Widzów: 20 500 Sędzia: Ferenc Karakó |

### Rewanże
| 118 lipca 2018 | Sheriff Tyraspol                  | 3:0   | Torpedo Kutaisi |                                                                           |
| 19:00 CET      | Badibanga 9' · Jô Santos 40', 55' | (2:0) |                 | Sheriff Stadium, Tyraspol Widzów: 5 740 Sędzia: Peter Kjaesgaard-Andersen |

| 217 lipca 2018 | The New Saints F.C.                                | 4:0   | Szkendija Tetowo |                                                    |
| 20:00 CET      | Ebbe 15' · Redmond 30' · Cabango 35' · Byrne 90+6' | (3:0) |                  | Park Hall, Oswestry Widzów: 756 Sędzia: Pavel Orel |

| 317 lipca 2018 | APOEL Nikozja | 1:0   | Sūduva Mariampol |                                                          |
| 19:00 CET      | Poté 20'      | (1:0) |                  | Stadion GSP, Nikozja Widzów: 12 149 Sędzia: Glenn Nyberg |

| 418 lipca 2018 | Qarabağ FK | 0:0   | Olimpija Lublana |                                                                                    |
| 19:00 CET      |            | (0:0) |                  | Stadion Republikański im. Tofiqa Bəhramova, Baku Widzów: 21 520 Sędzia: Erez Papir |

| 517 lipca 2018 | MOL Vidi FC                | 2:1   | F91 Dudelange |                                                              |
| 20:15 CET      | Lazović 18' · Šćepović 58' | (1:0) | 54' Clément   | Pancho Aréna, Felcsút Widzów: 2 514 Sędzia: Donald Robertson |

| 617 lipca 2018 | Malmö FF                     | 2:0   | Drita Gnjilane |                                                                |
| 19:00 CET      | Strandberg 55' · Larsson 60' | (0:0) |                | Swedbank Stadion, Malmö Widzów: 10 623 Sędzia: Laurent Kopriwa |

| 717 lipca 2018 | HJK Helsinki                            | 3:1   | Víkingur Gøta |                                                               |
| 18:00 CET      | De Mello 1' · Mensah 10' · Yaghoubi 19' | (3:1) | 21' Vatnhamar | Telia 5G -areena, Helsinki Widzów: 5 125 Sędzia: Duje Strukan |

| 817 lipca 2018 | Crusaders F.C. | 0:2   | Łudogorec Razgrad                |                                                       |
| 21:00 CET      |                | (0:1) | 11' (sam.) Brown · 65' Świerczok | Seaview, Belfast Widzów: 1 116 Sędzia: Roomer Tarajev |

| 917 lipca 2018 | Legia Warszawa                              | 3:0   | Cork City |                                                                          |
| 21:00 CET      | Kanté 27' · Radović 73' (k.) · Carlitos 89' | (1:0) |           | Stadion Wojska Polskiego, Warszawa Widzów: 14 576 Sędzia: Kai Erik Steen |

| 1018 lipca 2018 | Rosenborg BK                                 | 3:1   | Valur               |                                                                      |
| 19:45 CET       | Bendtner 55' (k.), 90+4' (k.) · Trondsen 72' | (0:0) | 85' (k.) Sigurðsson | Lerkendal Stadion, Trondheim Widzów: 10 604 Sędzia: Stefan Apostolov |

| 1117 lipca 2018 | Valletta FC | 1:1   | Kukësi     |                                                              |
| 18:00 CET       | Malano 67'  | (0:0) | 84' Dzaria | Centenary Stadium, Ta’ Qali Widzów: 1 307 Sędzia: Igor Pajac |

| 1217 lipca 2018 | Hapoel Beer Szewa                   | 3:1   | Flora Tallinn |                                                                 |
| 19:00 CET       | Ezra 15' · Maman 27' · Melikson 48' | (2:0) | 86' Alliku    | Turner Stadium, Beer Szewa Widzów: 11 850 Sędzia: Tomasz Musiał |

| 1317 lipca 2018 | FK Crvena zvezda                 | 2:0   | Spartaks Jūrmala |                                                                    |
| 20:30 CET       | Ben Nabouhane 78' · Krstičić 81' | (0:0) |                  | Stadion Crvena zvezda, Belgrad Widzów: 23 868 Sędzia: Alper Ulusoy |

| 1418 lipca 2018 | Celtic                             | 3:0   | Alaszkert |                                                            |
| 20:45 CET       | Dembélé 8', 19' (k.) · Forrest 35' | (3:0) |           | Celtic Park, Glasgow Widzów: 59 047 Sędzia: Horațiu Feșnic |

| 1518 lipca 2018 | Zrinjski Mostar | 1:1   | Spartak Trnawa |                                                                              |
| 19:00 CET       | Todorović 58'   | (0:1) | 21' Godál      | Stadion pod Bijelim Brijegom, Mostar Widzów: 5 100 Sędzia: Julian Weinberger |

| 1618 lipca 2018 | Sutjeska Nikšić | 0:2   | FK Astana                    |                                                                   |
| 20:00 CET       |                 | (0:1) | 38' Despotović · 65' Mużykow | Stadion Kraj Bistrice, Nikšić Widzów: 3 200 Sędzia: João Pinheiro |

## II runda kwalifikacyjna
Od tej rundy turniej kwalifikacyjny były podzielony na 2 części – dla mistrzów i niemistrzów poszczególnych federacji:
- do startu w II rundzie kwalifikacyjnej dla mistrzów uprawnionych było 20 drużyn (w tym 16 zwycięzców I rundy), z czego 10 będzie rozstawionych;
- do startu w II rundzie kwalifikacyjnej w ścieżce ligowej uprawnione były 4 drużyny, z czego 2 były rozstawione.

Drużyny, które przegrały w tej rundzie, otrzymały prawo gry w III rundzie kwalifikacyjnej Ligi Europy UEFA.

### Podział na koszyki
Uwaga: Losowanie II rundy kwalifikacyjnej odbyło się przed zakończeniem I rundy kwalifikacyjnej, więc rozstawienia dokonano przyjmując założenie, że awans uzyska drużyna z najwyższym współczynnikiem w poprzedniej rundzie. W przypadku awansu, którejś z drużyn nierozstawionej, w II rundzie przejmuje ona współczynnik najwyżej rozstawionego rywala.
Oznaczenia:
| Drużyny, które awansowały z I rundy eliminacyjnej zachowując swój współczynnik. |

| Drużyny, które zaczęły rywalizację od II rundy eliminacyjnej. |

| Drużyny, które awansowały z I rundy eliminacyjnej, przejmując współczynnik rywala. |

Ścieżka mistrzowska:
| Grupa 1                | Grupa 1 |
| ---------------------- | ------- |
| Drużyny rozstawione    |         |
| Drużyna                | Wsp.    |
| Łudogorec Razgrad      | 37.000  |
| FK Astana              | 21.750  |
| Qarabağ FK             | 20.500  |
| Dinamo Zagrzeb         | 17.500  |
| Malmö FF               | 14.000  |
| Drużyny nierozstawione |         |
| Drużyna                | Wsp.    |
| FC Midtjylland         | 11.500  |
| Hapoel Beer Szewa      | 10.000  |
| MOL Vidi FC            | 4.250   |
| Kukësi                 | 4.250   |
| CFR Cluj               | 4.090   |

| Grupa 2                | Grupa 2 |
| ---------------------- | ------- |
| Drużyny rozstawione    |         |
| Drużyna                | Wsp.    |
| Celtic                 | 31.000  |
| Sūduva Mariampol       | 27.000  |
| Legia Warszawa         | 24.500  |
| BATE Borysów           | 20.500  |
| Sheriff Tyraspol       | 14.750  |
| Drużyny nierozstawione |         |
| Drużyna                | Wsp.    |
| FK Crvena zvezda       | 10.750  |
| Rosenborg BK           | 9.000   |
| HJK Helsinki           | 8.000   |
| Szkendija Tetowo       | 5.000   |
| Spartak Trnawa         | 3.750   |

Ścieżka ligowa:
| Grupa 1                | Grupa 1 |
| ---------------------- | ------- |
| Drużyny rozstawione    |         |
| Drużyna                | Wsp.    |
| FC Basel               | 71.000  |
| Ajax                   | 53.500  |
| Drużyny nierozstawione |         |
| Drużyna                | Wsp.    |
| PAOK FC                | 29.500  |
| Sturm Graz             | 6.570   |

### Pary II rundy kwalifikacyjnej
| Drużyna 1                            | Wynik dwumeczu      | Drużyna 2           | Pierwszy mecz       | Drugi mecz          |                     |
| Ścieżka mistrzowska                  | Ścieżka mistrzowska | Ścieżka mistrzowska | Ścieżka mistrzowska | Ścieżka mistrzowska | Ścieżka mistrzowska |
| ------------------------------------ | ------------------- | ------------------- | ------------------- | ------------------- | ------------------- |
| FK Astana                            | 2:1                 | FC Midtjylland      | 2:1                 | 0:0                 |                     |
| Łudogorec Razgrad                    | 0:1                 | MOL Vidi FC         | 0:0                 | 0:1                 |                     |
| Kukësi                               | 0:3                 | Qarabağ FK          | 0:0                 | 0:3                 |                     |
| CFR Cluj                             | 1:2                 | Malmö FF            | 0:1                 | 1:1                 |                     |
| Dinamo Zagrzeb                       | 7:2                 | Hapoel Beer Szewa   | 5:0                 | 2:2                 |                     |
| FK Crvena zvezda                     | 5:0                 | Sūduva Mariampol    | 3:0                 | 2:0                 |                     |
| BATE Borysów                         | 2:1                 | HJK Helsinki        | 0:0                 | 2:1                 |                     |
| Szkendija Tetowo                     | 1:0                 | Sheriff Tyraspol    | 1:0                 | 0:0                 |                     |
| Legia Warszawa                       | 1:2                 | Spartak Trnawa      | 0:2                 | 1:0                 |                     |
| Celtic                               | 3:1                 | Rosenborg BK        | 3:1                 | 0:0                 |                     |
| Ścieżka ligowa                       |                     |                     |                     |                     |                     |
| PAOK FC                              | 5:1                 | FC Basel            | 2:1                 | 3:0                 |                     |
| Ajax                                 | 5:1                 | Sturm Graz          | 2:0                 | 3:1                 |                     |
| Po lewej gospodarz pierwszego meczu. |                     |                     |                     |                     |                     |

### Pierwsze mecze
| 124 lipca 2018 | FK Astana               | 2:1   | FC Midtjylland |                                                           |
| 16:00 CET      | Kleinheisler 31', 90+4' | (1:0) | 51' Wikheim    | Astana Arena, Astana Widzów: 23 010 Sędzia: Radu Petrescu |

| 225 lipca 2018 | Łudogorec Razgrad | 0:0   | MOL Vidi FC |                                                              |
| 19:00 CET      |                   | (0:0) |             | Łudogorec Arena, Razgrad Widzów: 5 327 Sędzia: Bojan Pandžić |

| 325 lipca 2018 | Kukësi | 0:0   | Qarabağ FK |                                                                    |
| 19:00 CET      |        | (0:0) |            | Stadion Loro-Boriçi, Szkodra Widzów: 700 Sędzia: Ola Hobber Nilsen |

| 424 lipca 2018 | CFR Cluj | 0:1   | Malmö FF       |                                                                                           |
| 18:00 CET      |          | (0:1) | 45' Strandberg | Stadion im. dr. Constantina Rădulescu, Kluż-Napoka Widzów: 6 950 Sędzia: Nikola Dabanović |

| 524 lipca 2018 | Dinamo Zagrzeb                                         | 5:0   | Hapoel Beer Szewa |                                                       |
| 20:00 CET      | Hajrović 22' · Oršić 28' · Ademi 51', 62' · Hodžić 82' | (2:0) |                   | Maksimir, Zagrzeb Widzów: 9 099 Sędzia: Ali Palabıyık |

| 624 lipca 2018 | FK Crvena zvezda                 | 3:0   | Sūduva Mariampol |                                                                       |
| 20:30 CET      | Ebecilio 23' · Radonjić 35', 58' | (2:0) |                  | Stadion Crvena zvezda, Belgrad Widzów: 23 218 Sędzia: Bastian Dankert |

| 725 lipca 2018 | BATE Borysów | 0:0   | HJK Helsinki |                                                              |
| 19:00 CET      |              | (0:0) |              | Barysau-Arena, Borysów Widzów: 11 567 Sędzia: Marco Di Bello |

| 824 lipca 2018 | Szkendija Tetowo | 1:0   | Sheriff Tyraspol | |
| 20:15 CET      | Ibraimi 24'      | (1:0) |                  | Arena Narodowa im. Filipa II Macedońskiego, Skopje Widzów: 3 696 Sędzia: Mads-Kristoffer Kristoffersen |

| 924 lipca 2018 | Legia Warszawa | 0:2   | Spartak Trnawa             |                                                                       |
| 21:00 CET      |                | (0:1) | 16' Grendel · 90+3' Vlasko | Stadion Wojska Polskiego, Warszawa Widzów: 15 527 Sędzia: Ádám Farkas |

| 1025 lipca 2018 | Celtic                        | 3:1   | Rosenborg BK |                                                            |
| 20:45 CET       | Édouard 43', 75' · Ntcham 46' | (1:1) | 16' Meling   | Celtic Park, Glasgow Widzów: 51 184 Sędzia: Bart Vertenten |

| 1124 lipca 2018 | PAOK FC                  | 2:1   | FC Basel  |                                                             |
| 19:30 CET       | Cañas 32' · Prijović 80' | (1:0) | 82' Ajeti | Stadion Tumba, Saloniki Widzów: 24 670 Sędzia: Bobby Madley |

| 1225 lipca 2018 | Ajax                    | 2:0   | Sturm Graz |                                                                                    |
| 20:30 CET       | Ziyech 15' · Schøne 57' | (1:0) |            | Johan Cruyff ArenA, Amsterdam Widzów: 53 106 Sędzia: Alejandro Hernández Hernández |

### Rewanże
| 11 sierpnia 2018 | FC Midtjylland | 0:0   | FK Astana |                                                                |
| 19:00 CET        |                | (0:0) |           | MCH Arena, Herning Widzów: 8 731 Sędzia: Juan Martínez Munuera |

| 21 sierpnia 2018 | MOL Vidi FC | 1:0   | Łudogorec Razgrad |                                                                   |
| 20:00 CET        | Hadžić 45'  | (1:0) |                   | Pancho Aréna, Felcsút Widzów: 2 878 Sędzia: Manuel Schüttengruber |

| 31 sierpnia 2018 | Qarabağ FK                                | 3:0   | Kukësi |                                                                                        |
| 19:00 CET        | Quintana 24' (k.), 57' (k.) · Delarge 89' | (1:0) |        | Stadion Republikański im. Tofiqa Bəhramova, Baku Widzów: 25 030 Sędzia: Peter Kráľovič |

| 41 sierpnia 2018 | Malmö FF       | 1:1   | CFR Cluj     |                                                              |
| 19:00 CET        | Traustason 55' | (0:1) | 36' Djoković | Swedbank Stadion, Malmö Widzów: 18 153 Sędzia: Andrew Dallas |

| 531 lipca 2018 | Hapoel Beer Szewa                     | 2:2   | Dinamo Zagrzeb             |                                                                     |
| 19:00 CET      | Ugochukwu 14' · Stojanović 34' (sam.) | (2:0) | 49' Budimir · 54' Hajrović | Turner Stadium, Beer Szewa Widzów: 10 181 Sędzia: François Letexier |

| 61 sierpnia 2018 | Sūduva Mariampol | 0:2   | FK Crvena zvezda            |                                                                   |
| 19:30 CET        |                  | (0:2) | 8' Nabouhane · 38' Radonjić | ARVI Futbolo Arena, Mariampol Widzów: 4 020 Sędzia: Tiago Martins |

| 71 sierpnia 2018 | HJK Helsinki | 1:2   | BATE Borysów                        |                                                                   |
| 18:00 CET        | Yaghoubi 28' | (1:2) | 20' (sam.) Rafinha · 24' Stasiewicz | Telia 5G -areena, Helsinki Widzów: 10 210 Sędzia: Jonathan Lardot |

| 831 lipca 2018 | Sheriff Tyraspol | 0:0   | Szkendija Tetowo |                                                                  |
| 19:00 CET      |                  | (0:0) |                  | Sheriff Stadium, Tyraspol Widzów: 6 319 Sędzia: Ville Nevalainen |

| 931 lipca 2018 | Spartak Trnawa | 0:1   | Legia Warszawa |                                                                                  |
| 20:30 CET      |                | (0:0) | 63' Astiz      | Stadion im. Antona Malatinskiego, Trnawa Widzów: 17 204 Sędzia: Roi Reinshreiber |

| 101 sierpnia 2018 | Rosenborg BK | 0:0   | Celtic |                                                                    |
| 20:45 CET         |              | (0:0) |        | Lerkendal Stadion, Trondheim Widzów: 14 263 Sędzia: Sandro Schärer |

| 111 sierpnia 2018 | FC Basel | 0:3   | PAOK FC                                    |                                                             |
| 20:00 CET         |          | (0:1) | 7' Varela · 52' Prijović · 60' El Kaddouri | St. Jakob-Park, Bazylea Widzów: 14 328 Sędzia: Paolo Valeri |

| 121 sierpnia 2018 | Sturm Graz       | 1:3   | Ajax                           |                                                              |
| 20:30 CET         | Onana 89' (sam.) | (0:1) | 39', 77' Huntelaar · 48' Tadić | Merkur Arena, Graz Widzów: 15 172 Sędzia: Bartosz Frankowski |

## III runda kwalifikacyjna
W tej rundzie kwalifikacji utrzymany został podział na 2 ścieżki – mistrzowską i ligową:
- do startu w III rundzie kwalifikacyjnej dla mistrzów uprawnionych było 12 drużyn (w tym 10 zwycięzców II rundy), z czego 6 było rozstawionych;
- do startu w III rundzie kwalifikacyjnej w ścieżce ligowej uprawnionych było 8 drużyn, z czego 4 było rozstawionych.

Drużyny, które przegrały w tej rundzie, otrzymały prawo gry w rundzie play-off Ligi Europy UEFA.

### Podział na koszyki
Uwaga: Losowanie III rundy kwalifikacyjnej odbyło się przed zakończeniem II rundy kwalifikacyjnej, więc rozstawienia dokonano przyjmując założenie, że awans uzyska drużyna z wyższym współczynnikiem w poprzedniej rundzie. W przypadku awansu, którejś z drużyn nierozstawionej, w III rundzie przejmuje ona współczynnik rywala.
Oznaczenia:
| Drużyny, które awansowały z II rundy eliminacyjnej zachowując swój współczynnik. |

| Drużyny, które zaczęły rywalizację od III rundy eliminacyjnej. |

| Drużyny, które awansowały z II rundy eliminacyjnej, przejmując współczynnik rywala. |

| Ścieżka mistrzowska    | Ścieżka mistrzowska |
| ---------------------- | ------------------- |
| Drużyny rozstawione    |                     |
| Drużyna                | Wsp.                |
| Red Bull Salzburg      | 55.500              |
| MOL Vidi FC            | 37.000              |
| Celtic                 | 31.000              |
| Spartak Trnawa         | 24.500              |
| FK Astana              | 21.750              |
| Qarabağ FK             | 20.500              |
| Drużyny nierozstawione |                     |
| Drużyna                | Wsp.                |
| BATE Borysów           | 20.500              |
| Dinamo Zagrzeb         | 17.500              |
| Szkendija Tetowo       | 14.750              |
| Malmö FF               | 14.000              |
| FK Crvena zvezda       | 10.750              |
| AEK Ateny              | 10.000              |

| Ścieżka ligowa         | Ścieżka ligowa |
| ---------------------- | -------------- |
| Drużyny rozstawione    |                |
| Drużyna                | Wsp.           |
| SL Benfica             | 80.000         |
| PAOK FC                | 71.000         |
| Dynamo Kijów           | 62.000         |
| Ajax                   | 53.500         |
| Drużyny nierozstawione |                |
| Drużyna                | Wsp.           |
| Fenerbahçe SK          | 23.500         |
| Spartak Moskwa         | 13.500         |
| Standard Liège         | 12.500         |
| Slavia Praga           | 7.500          |

### Pary III rundy kwalifikacyjnej
| Drużyna 1                            | Wynik dwumeczu      | Drużyna 2           | Pierwszy mecz       | Drugi mecz          |                     |
| Ścieżka mistrzowska                  | Ścieżka mistrzowska | Ścieżka mistrzowska | Ścieżka mistrzowska | Ścieżka mistrzowska | Ścieżka mistrzowska |
| ------------------------------------ | ------------------- | ------------------- | ------------------- | ------------------- | ------------------- |
| Celtic                               | 2:3                 | AEK Ateny           | 1:1                 | 1:2                 |                     |
| Red Bull Salzburg                    | 4:0                 | Szkendija Tetowo    | 3:0                 | 1:0                 |                     |
| FK Crvena zvezda                     | 3:2                 | Spartak Trnawa      | 1:1                 | 2:1 (dogr.)         |                     |
| Qarabağ FK                           | 1:2                 | BATE Borysów        | 0:1                 | 1:1                 |                     |
| FK Astana                            | 0:3                 | Dinamo Zagrzeb      | 0:2                 | 0:1                 |                     |
| Malmö FF                             | 1:1 (br. wyj.)      | MOL Vidi FC         | 1:1                 | 0:0                 |                     |
| Ścieżka ligowa                       |                     |                     |                     |                     |                     |
| Standard Liège                       | 2:5                 | Ajax                | 2:2                 | 0:3                 |                     |
| SL Benfica                           | 2:1                 | Fenerbahçe SK       | 1:0                 | 1:1                 |                     |
| Slavia Praga                         | 1:3                 | Dynamo Kijów        | 1:1                 | 0:2                 |                     |
| PAOK FC                              | 3:2                 | Spartak Moskwa      | 3:2                 | 0:0                 |                     |
| Po lewej gospodarz pierwszego meczu. |                     |                     |                     |                     |                     |

### Pierwsze mecze
| 18 sierpnia 2018 | Celtic       | 1:1   | AEK Ateny      |                                                        |
| 20:45 CET        | McGregor 17' | (1:1) | 44' Klonaridis | Celtic Park, Glasgow Widzów: 54 370 Sędzia: Luca Banti |

| 28 sierpnia 2018 | Red Bull Salzburg                            | 3:0   | Szkendija Tetowo |                                                                |
| 19:00 CET        | Dabbur 16' (k.), 45+3' · Samassékou 81' (k.) | (2:0) |                  | Red Bull Arena, Salzburg Widzów: 10 050 Sędzia: Aliyar Aghayev |

| 37 sierpnia 2018 | FK Crvena zvezda       | 1:1   | Spartak Trnawa |                                                                               |
| 20:30 CET        | Ben Nabouhane 23' (k.) | (1:1) | 25' Grendel    | Stadion Crvena zvezda, Belgrad Widzów: 37 112 Sędzia: Carlos del Cerro Grande |

| 47 sierpnia 2018 | Qarabağ FK | 0:1   | BATE Borysów |                                                                                        |
| 19:00 CET        |            | (0:0) | 36' Drahun   | Stadion Republikański im. Tofiqa Bəhramova, Baku Widzów: 29 000 Sędzia: Andreas Ekberg |

| 57 sierpnia 2018 | FK Astana | 0:2   | Dinamo Zagrzeb         |                                                         |
| 16:00 CET        |           | (0:1) | 39' Budimir · 84' Olmo | Astana Arena, Astana Widzów: 26 500 Sędzia: John Beaton |

| 67 sierpnia 2018 | Malmö FF         | 1:1   | MOL Vidi FC |                                                          |
| 19:15 CET        | Christiansen 62' | (0:0) | 71' Nego    | Swedbank Stadion, Malmö Widzów: 17 209 Sędzia: Matej Jug |

| 77 sierpnia 2018 | Standard Liège                          | 2:2   | Ajax                      |                                                                     |
| 20:00 CET        | Carcela-González 67' · Emond 90+4' (k.) | (0:2) | 19' Huntelaar · 34' Tadić | Stade Maurice Dufrasne, Liège Widzów: 20 355 Sędzia: Tobias Stieler |

| 87 sierpnia 2018 | SL Benfica | 1:0   | Fenerbahçe SK |                                                                 |
| 21:00 CET        | Cervi 69'  | (0:0) |               | Estádio da Luz, Lizbona Widzów: 57 878 Sędzia: Aleksei Kulbakov |

| 97 sierpnia 2018 | Slavia Praga        | 1:1   | Dynamo Kijów |                                                            |
| 19:30 CET        | Hušbauer 90+5' (k.) | (0:0) | 82' Verbič   | Synot Tip Aréna, Praga Widzów: 19 370 Sędzia: Craig Pawson |

| 108 sierpnia 2018 | PAOK FC                                      | 3:2   | Spartak Moskwa        |                                                              |
| 19:00 CET         | Prijović 29' (k.) · Limnios 37' · Pelkas 44' | (3:2) | 7' Popow · 17' Promes | Stadion Tumba, Saloniki Widzów: 24 463 Sędzia: Orel Grinfeld |

### Rewanże
| 114 sierpnia 2018 | AEK Ateny            | 2:1   | Celtic       |                                                         |
| 20:00 CET         | Galo 6' · Livaja 50' | (1:0) | Sinclair 78' | Stadion Olimpijski, Ateny Sędzia: Władysław Biezborodow |

| 214 sierpnia 2018 | Szkendija Tetowo | 0:1   | Red Bull Salzburg |                                                                         |
| 20:15 CET         |                  | (0:0) | Minamino 90+2'    | Arena Narodowa im. Filipa II Macedońskiego, Skopje Sędzia: Tamás Bognár |

| 314 sierpnia 2018 | Spartak Trnawa | 1:2 (pd.)       | FK Crvena zvezda                |                                                                   |
| 20:30 CET         | Bakoš 6'       | (1:1, 1:1, 1:2) | Ben Nabouhane 7' · Radonjić 98' | Stadion im. Antona Malatinskiego, Trnawa Sędzia: Serdar Gözübüyük |

| 414 sierpnia 2018 | BATE Borysów | 1:1   | Qarabağ FK |                                                 |
| 19:00 CET         | Ivanić 20'   | (1:0) | Míchel 54' | Barysau-Arena, Borysów Sędzia: Andris Treimanis |

| 514 sierpnia 2018 | Dinamo Zagrzeb | 1:0   | FK Astana |                                             |
| 20:00 CET         | Gavranović 74' | (0:0) |           | Maksimir, Zagrzeb Sędzia: Gediminas Mažeika |

| 614 sierpnia 2018 | MOL Vidi FC | 0:0   | Malmö FF |                                                        |
| 20:00 CET         |             | (0:0) |          | Pancho Aréna, Felcsút Sędzia: Xavier Estrada Fernández |

| 714 sierpnia 2018 | Ajax                                    | 3:0   | Standard Liège |                                                     |
| 20:30 CET         | Huntelaar 30' · De Ligt 34' · Neres 46' | (2:0) |                | Johan Cruyff ArenA, Amsterdam Sędzia: Ivan Kružliak |

| 814 sierpnia 2018 | Fenerbahçe SK | 1:1   | SL Benfica    |                                                           |
| 20:00 CET         | Potuk 45+1'   | (1:0) | Fernandes 26' | Fenerbahçe Şükrü Saracoğlu, Stambuł Sędzia: Slavko Vinčić |

| 914 sierpnia 2018 | Dynamo Kijów               | 2:0   | Slavia Praga |                                                    |
| 18:30 CET         | Verbič 11' · Biesiedin 74' | (1:0) |              | Stadion Olimpijski, Kijów Sędzia: Daniel Stefański |

| 1014 sierpnia 2018 | Spartak Moskwa | 0:0   | PAOK FC |                                               |
| 19:30 CET          |                | (0:0) |         | Otkrytije Ariena, Moskwa Sędzia: Ruddy Buquet |

## Runda play-off
W tej rundzie kwalifikacji utrzymany został podział na 2 ścieżki – mistrzowską i ligową:
- do startu w rundzie play-off w ścieżce mistrzowskiej uprawnionych było 8 drużyn (w tym 6 zwycięzców III rundy), z czego 4 było rozstawionych;
- do startu w rundzie play-off w ścieżce ligowej uprawnione były 4 drużyny (zwycięzcy III rundy), z czego 2 były rozstawione.

Drużyny, które przegrały w tej rundzie, otrzymały prawo gry w fazie grupowej Ligi Europy UEFA.

### Podział na koszyki
Uwaga: Losowanie rundy play-off odbyło się przed zakończeniem III rundy kwalifikacyjnej, więc rozstawienia dokonano przyjmując założenie, że awans uzyska drużyna z wyższym współczynnikiem w poprzedniej rundzie. W przypadku awansu, którejś z drużyn nierozstawionej, w rundzie play-off przejmuje ona współczynnik rywala.
Oznaczenia:
| Drużyny, które awansowały z III rundy eliminacyjnej zachowując swój współczynnik. |

| Drużyny, które zaczęły rywalizację od rundy play-off. |

| Drużyny, które awansowały z III rundy eliminacyjnej, przejmując współczynnik rywala. |

| Ścieżka mistrzowska    | Ścieżka mistrzowska |
| ---------------------- | ------------------- |
| Drużyny rozstawione    |                     |
| Drużyna                | Wsp.                |
| Red Bull Salzburg      | 55.500              |
| PSV Eindhoven          | 36.000              |
| AEK Ateny              | 31.000              |
| Dinamo Zagrzeb         | 21.750              |
| Drużyny nierozstawione |                     |
| Drużyna                | Wsp.                |
| BATE Borysów           | 20.500              |
| BSC Young Boys         | 20.500              |
| MOL Vidi FC            | 14.000              |
| FK Crvena zvezda       | 10.750              |

| Ścieżka ligowa         | Ścieżka ligowa |
| ---------------------- | -------------- |
| Drużyny rozstawione    |                |
| Drużyna                | Wsp.           |
| SL Benfica             | 80.000         |
| Dynamo Kijów           | 62.000         |
| Drużyny nierozstawione |                |
| Drużyna                | Wsp.           |
| Ajax                   | 53.500         |
| PAOK FC                | 29.500         |

### Pary rundy play-off
| Drużyna 1                            | Wynik dwumeczu      | Drużyna 2           | Pierwszy mecz       | Drugi mecz          |                     |
| Ścieżka mistrzowska                  | Ścieżka mistrzowska | Ścieżka mistrzowska | Ścieżka mistrzowska | Ścieżka mistrzowska | Ścieżka mistrzowska |
| ------------------------------------ | ------------------- | ------------------- | ------------------- | ------------------- | ------------------- |
| FK Crvena zvezda                     | 2:2 (br. wyj.)      | Red Bull Salzburg   | 0:0                 | 2:2                 |                     |
| BATE Borysów                         | 2:6                 | PSV Eindhoven       | 2:3                 | 0:3                 |                     |
| BSC Young Boys                       | 3:2                 | Dinamo Zagrzeb      | 1:1                 | 2:1                 |                     |
| MOL Vidi FC                          | 2:3                 | AEK Ateny           | 1:2                 | 1:1                 |                     |
| Ścieżka ligowa                       |                     |                     |                     |                     |                     |
| SL Benfica                           | 5:2                 | PAOK FC             | 1:1                 | 4:1                 |                     |
| Ajax                                 | 3:1                 | Dynamo Kijów        | 3:1                 | 0:0                 |                     |
| Po lewej gospodarz pierwszego meczu. |                     |                     |                     |                     |                     |

### Pierwsze mecze
| 121 sierpnia 2018 | FK Crvena zvezda | 0:0   | Red Bull Salzburg |                                                                 |
| 21:00 CET         |                  | (0:0) |                   | Stadion Crvena zvezda, Belgrad Widzów: 0 Sędzia: Daniele Orsato |

| 221 sierpnia 2018 | BATE Borysów           | 2:3   | PSV Eindhoven                            |                                                           |
| 21:00 CET         | Tuominen 9' · Hleb 88' | (1:1) | 35' (k) Pereiro · 61' Lozano · 89' Malen | Barysau-Arena, Borysów Widzów: 9 284 Sędzia: Felix Zwayer |

| 322 sierpnia 2018 | BSC Young Boys | 1:1   | Dinamo Zagrzeb |                                                                        |
| 21:00 CET         | Mbabu 2'       | (1:1) | 40' Oršić      | Stade de Suisse, Berno Widzów: 21 463 Sędzia: Alberto Undiano Mallenco |

| 422 sierpnia 2018 | MOL Vidi FC | 1:2   | AEK Ateny                      |                                                              |
| 21:00 CET         | Lazović 67' | (0:1) | 34' Klonaridis · 49' Bakasetas | Pancho Aréna, Felcsút Widzów: 10 681 Sędzia: Gianluca Rocchi |

| 521 sierpnia 2018 | SL Benfica      | 1:1   | PAOK FC   |                                                              |
| 21:00 CET         | Pizzi 45+1' (k) | (1:0) | 76' Warda | Estádio da Luz, Lizbona Widzów: 44 084 Sędzia: Milorad Mažić |

| 622 sierpnia 2018 | Ajax                                    | 3:1   | Dynamo Kijów |                                                                     |
| 21:00 CET         | van de Beek 2' · Ziyech 35' · Tadić 43' | (3:1) | 16' Kędziora | Johan Cruyff ArenA, Amsterdam Widzów: 52 706 Sędzia: Clément Turpin |

### Rewanże
| 129 sierpnia 2018 | Red Bull Salzburg   | 2:2   | FK Crvena zvezda |                                                              |
| 21:00 CET         | Dabbur 45' (48), k' | (2:0) | 65' (66) Ben     | Red Bull Arena, Salzburg Widzów: 26 500 Sędzia: Cüneyt Çakır |

| 229 sierpnia 2018 | PSV Eindhoven                         | 3:0   | BATE Borysów |                                                                  |
| 21:00 CET         | Bergwijn 14' · Jong 36' · Hirving 62' | (2:0) |              | Philips Stadion, Eindhoven Widzów: 34 200 Sędzia: Anthony Taylor |

| 328 sierpnia 2018 | Dinamo Zagrzeb | 1:2   | BSC Young Boys      |                                                        |
| 21:00 CET         | Hajrović 7'    | (1:0) | 64' (k), 66' Hoarau | Maksimir, Zagrzeb Widzów: 28 137 Sędzia: Björn Kuipers |

| 428 sierpnia 2018 | AEK Ateny        | 1:1   | MOL Vidi FC |                                                                   |
| 21:00 CET         | Mandalos 48' (k) | (0:0) | 57' Nego    | Stadion Olimpijski, Ateny Widzów: 29 774 Sędzia: Szymon Marciniak |

| 529 sierpnia 2018 | PAOK FC      | 1:4   | SL Benfica                                       |                                                            |
| 21:00 CET         | Prijović 13' | (1:3) | 20' Jardel · 26' (k), 49' (k) Salvio · 39' Pizzi | Stadion Tumba, Saloniki Widzów: 26 725 Sędzia: Felix Brych |

| 628 sierpnia 2018 | Dynamo Kijów | 0:0   | Ajax |                                                                |
| 21:00 CET         |              | (0:0) |      | Stadion Olimpijski, Kijów Widzów: 40 131 Sędzia: Damir Skomina |